# Leiro
Leiro är en kommun i Spanien. Den ligger i provinsen Ourense i den autonoma regionen Galicien i nordvästra delen av landet, 400 km nordväst om huvudstaden Madrid. Antalet invånare är 1 481 (2024). Arean är 38,25 kvadratkilometer.